# Рашівська сотня
Рашівська сотня — військово-адміністративна одиниця у складі Гадяцького та Полтавського полку Війська Запорозького. Адміністративний центр — сотенне містечко Рашівка.

## Історія
Утворилася восени 1648 року у складі Гадяцького полку. У зв'язку з його ліквідацією у 1649 p., за Зборівським договором, 16 жовтня увійшла як адміністративна одиниця і військовий підрозділ у кількості 144 козаків до складу Полтавського полку (1649-1662 pp.). Під час утворення Зіньківського полку Рашівську сотню передали до його складу (1662-1672 pp.), а після ліквідації останнього і відновлення Гадяцького полку відійшла до нього і знаходилась до ліквідації у 1782 році. Адміністративну територію сотні включено до Чернігівського намісництва.

## Сотники
- Жижко Фесько (1649)
- Підсиленко Севостьян (1658)
- Підсиленко Гришко (1671)
- Савощенко Федько (1672)
- Зеленський Петро (1700-1733)
- Зеленський Семен Петрович (1736-1759)
- Зеленський Павло Семенович (1760-1782)